# Басвайлер
Басвайлер (нім. Baesweiler, [ˈbaːsˌvaɪlɐ]) — місто в Німеччині, знаходиться в землі Північний Рейн-Вестфалія. Підпорядковується адміністративному округу Кельн. Входить до складу району Аахен.
Площа — 27,82 км2. Населення становить 27 319 ос. (станом на 31 грудня 2020).

## Географії

### Сусідні міста та громади
Бесвайлер межує з 6 містами / громадами:
- Гайленкірхен
- Лінніх
- Альденгофен
- Альсдорф
- Герцогенрат
- Ібах-Паленберг

## Галерея

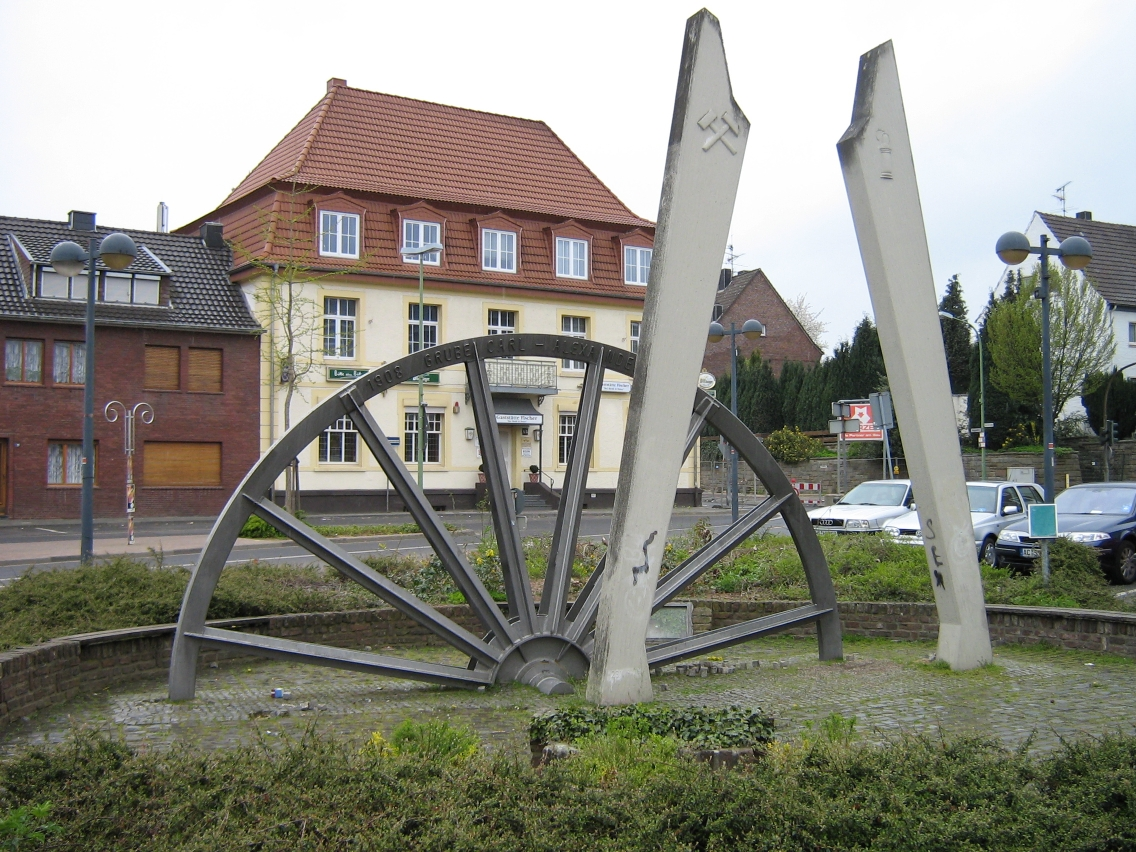
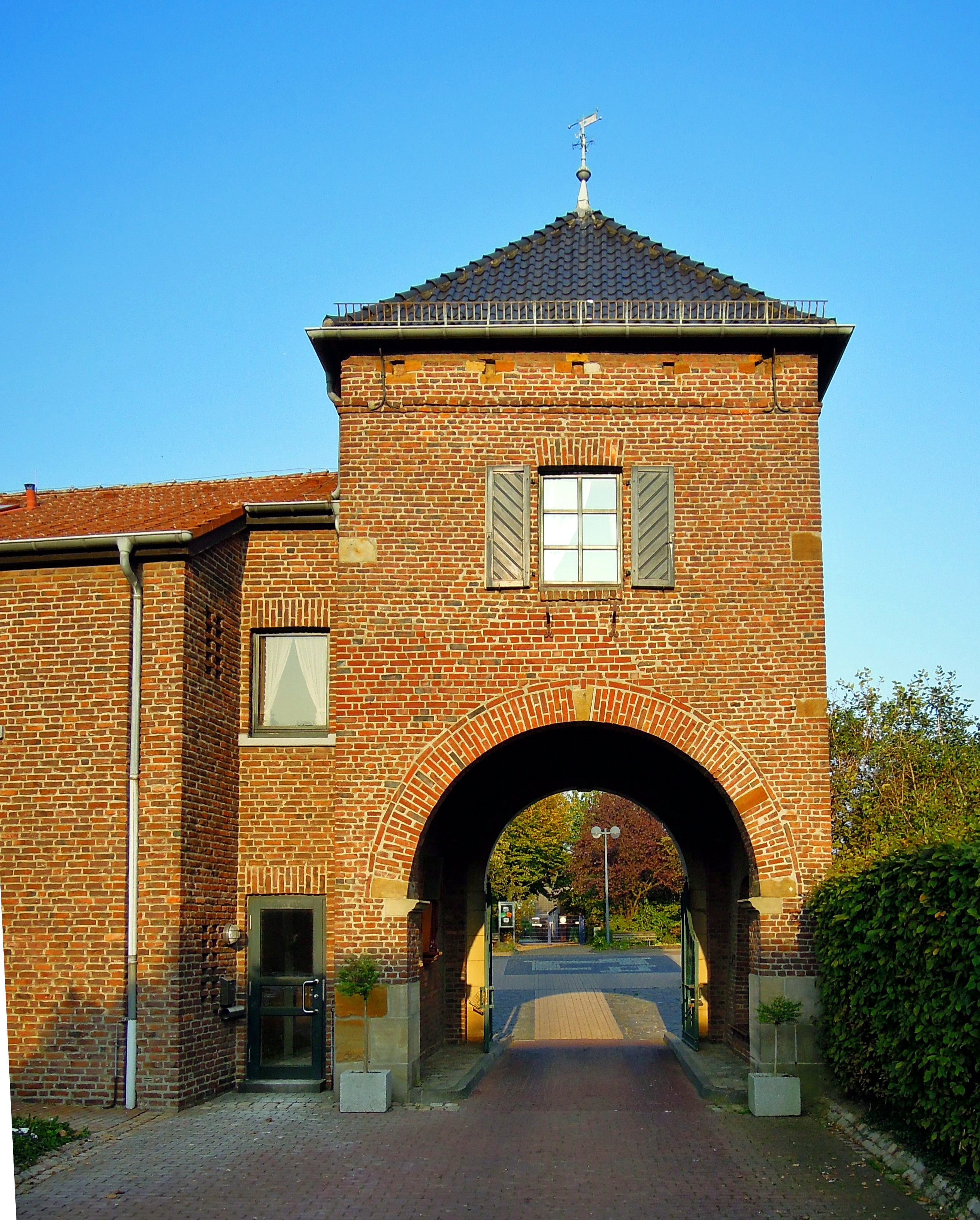
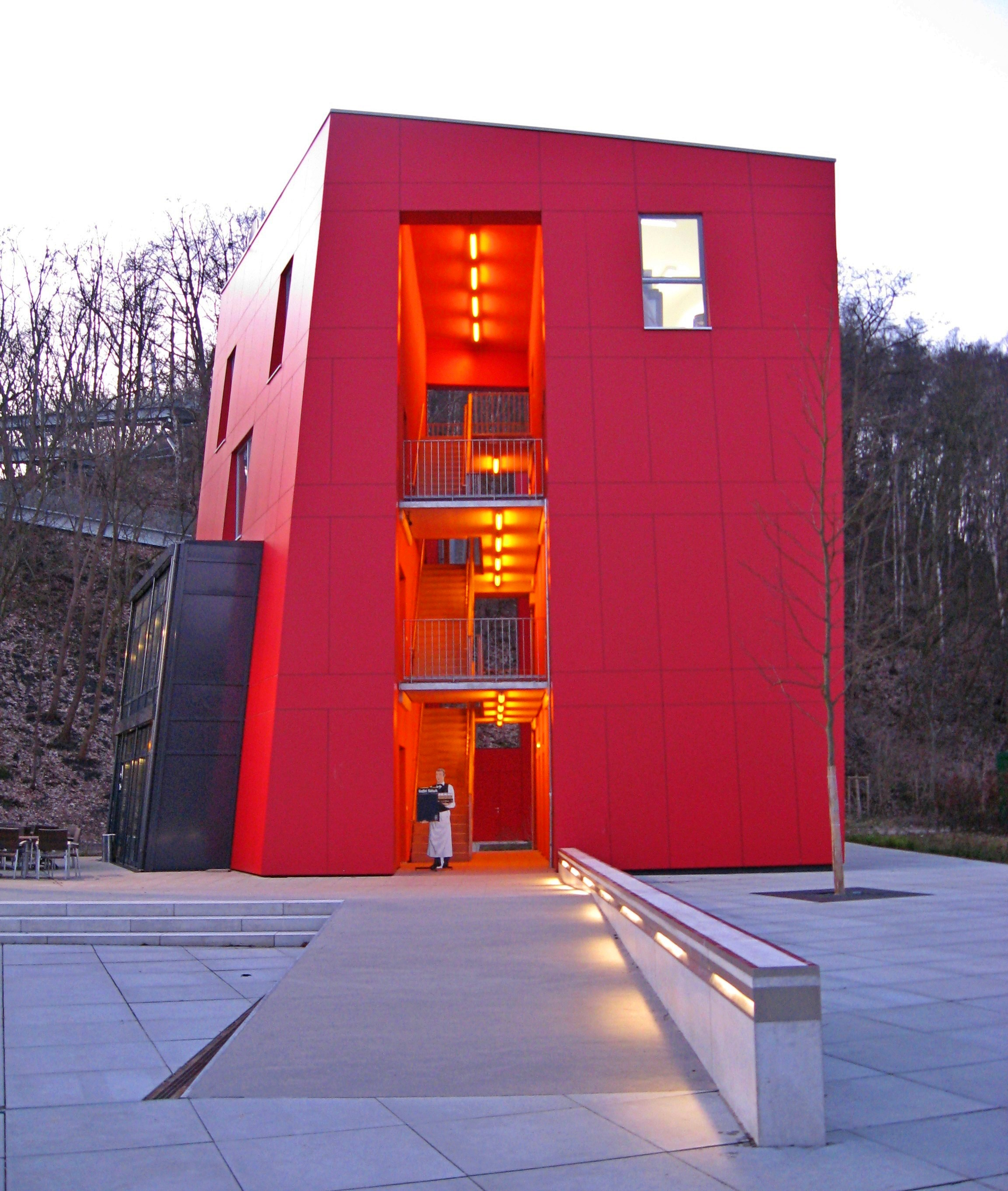
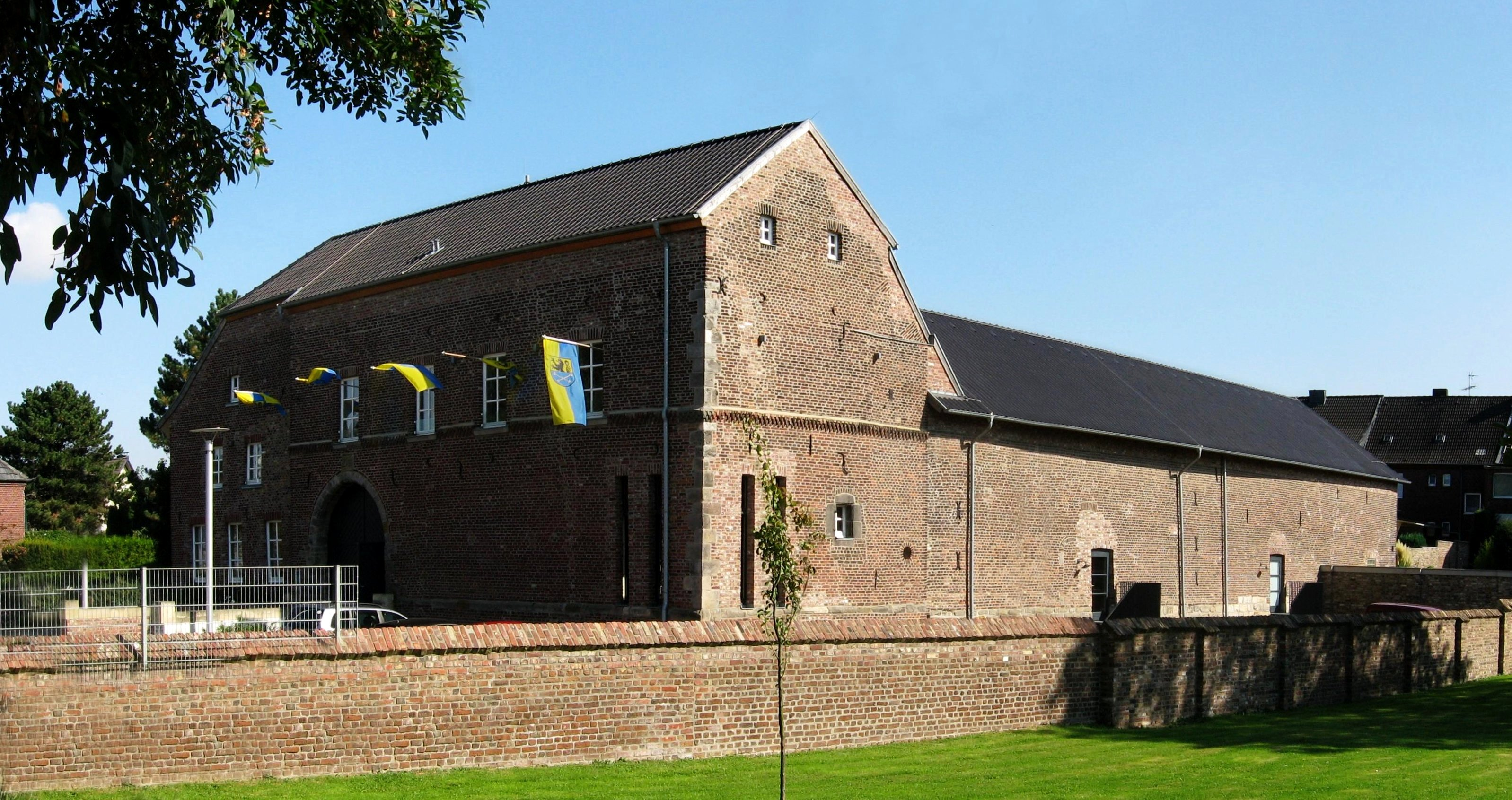
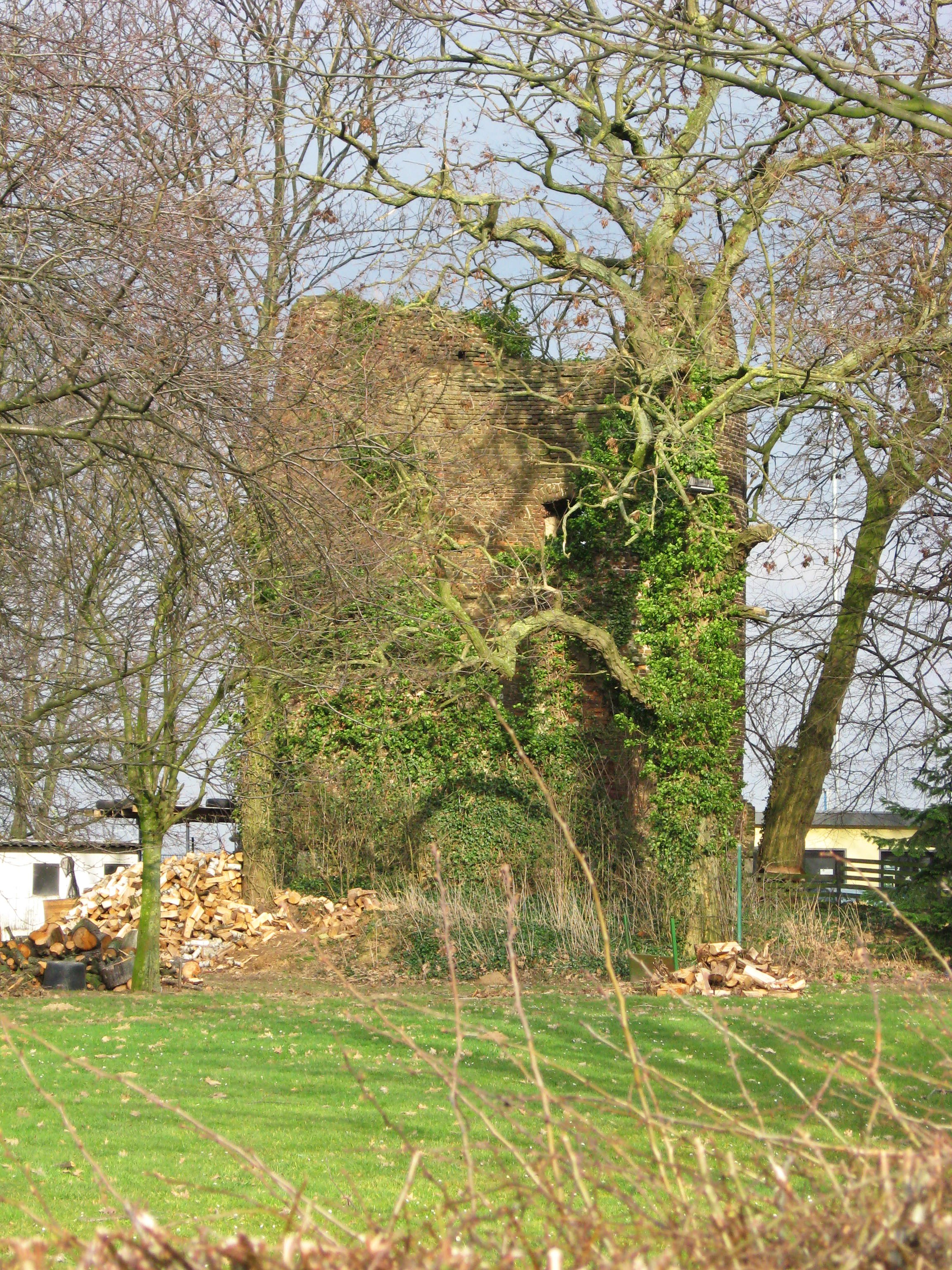

### Адміністративний поділ
Місто  складається з 7 районів:
- Басвайлер
- Беггендорф
- Флоферіх
- Лоферіх
- Ойдтвайлер
- Пуффендорф
- Зеттеріх